# Strusówka
Strusówka (ukr. Струсівка) – dawna wieś na Ukrainie, obecnie ulica o tej samej nazwie i część wsi Szmańkowce w obwodzie tarnopolskim, w rejonie czortkowskim, w hromadzie Zawodśke.
Strusówka i Szmańkowce są przedzielone strumieniem Samec.

## Toponimia
Nazwa ma pochodzenie antroponimiczne, tzn. wywodzi się z nazewnictwa osobowego. Możliwe, że eponimiczny Strus był przedstawicielem szlacheckiego rodu Strusiów herbu Korczak.

## Historia

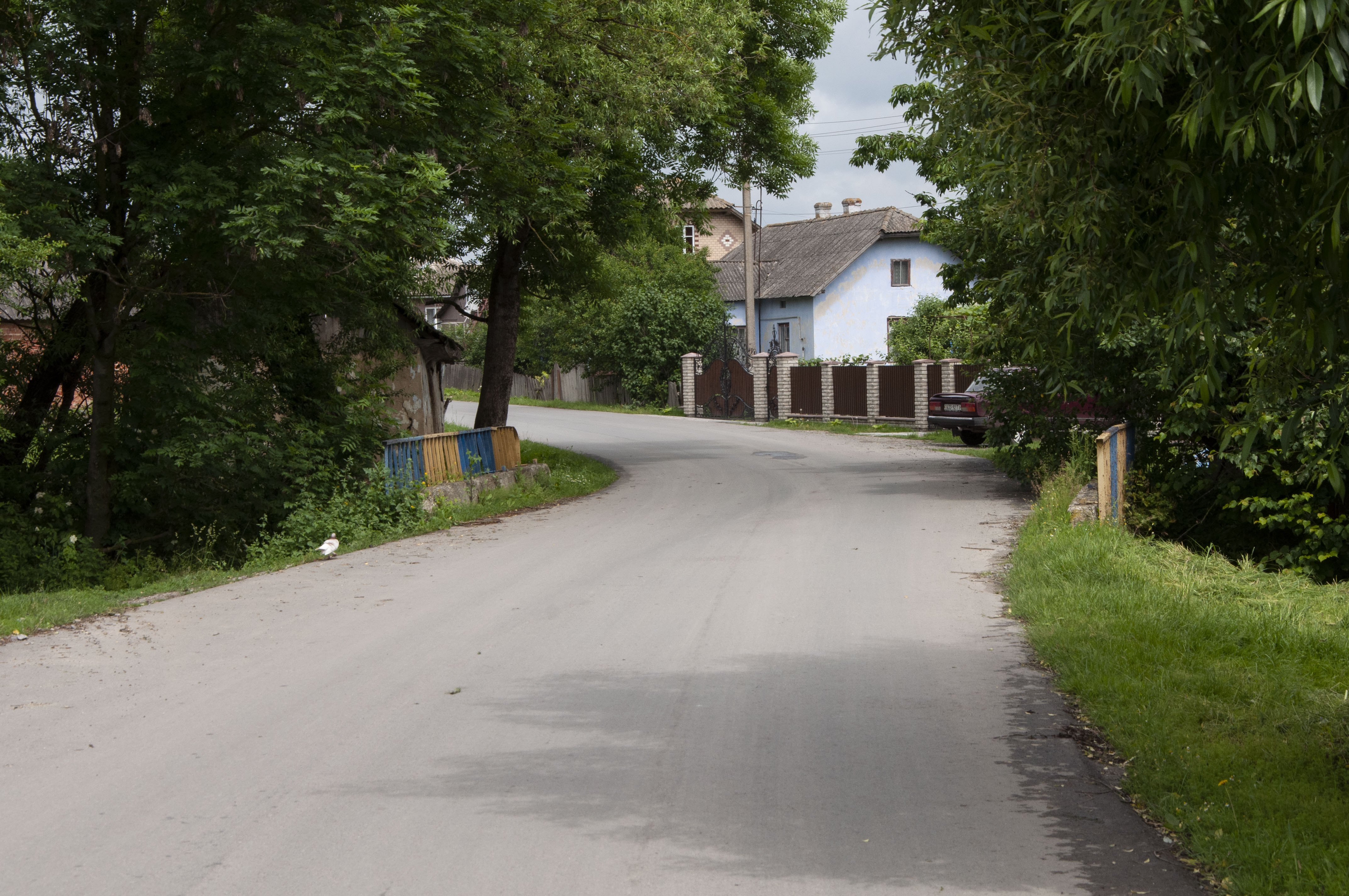
Most oddzielający Strusiówkę i Szmańkowce

Miejscowość powstała na początku XVIII wieku.
Liczba mieszkańców w Strusówce: w 1880 r.  – 236, w 1900 r. – 337, w 1910 r. – 317, w 1921 r. – 275, w 1931 r. – 301. Liczba domów: 1880 r. – 40, 1921 r. – 53, 1931 r. – 56.
W okresie Austro-Węgier właścicielem majątku we wsi był Stanisław Józef Hilary Wychowski.
Od 1 sierpnia 1934 r. Strusówka, podobnie jak Szmańkowce, zarządzeniem Ministra Spraw Wewnętrznych RP Mariana Zyndrama-Kościałkowskiego z dnia 21 lipca 1934 r. włączona została do nowo powstałej gminy wiejskiej Kolędziany.
W latach 60. i 70. XX w. Ukraina, podobnie jak reszta ZSRR, prowadziła politykę likwidacji „nieobiecujących” wsi, zwłaszcza przysiółków, które rzekomo spowalniały proces konsolidacji osad wiejskich. Tego rodzaju jednostki osadnicze były przyłączone do pobliskich wsi i wyrejestrowywane.

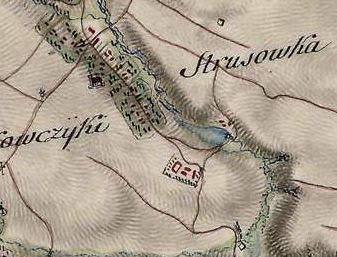
Strusówka na mapie topograficznej Friedricha von Miga, koniec XVIII w
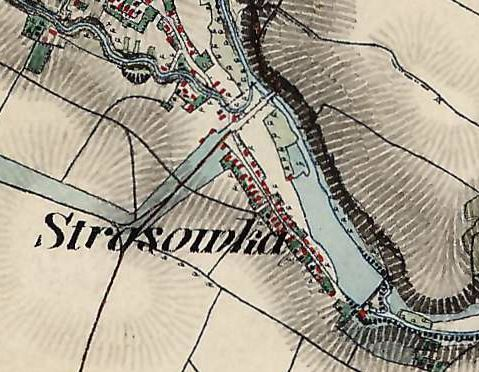
Strusówka na austriackiej mapie topograficznej, 1861-1864
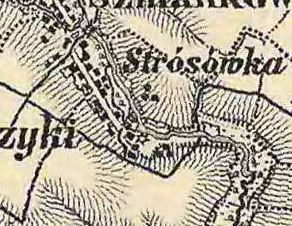
Strusówka na austriackiej mapie topograficznej, 1869-1887

### Religia
Wyznawcy obrządku rzymskokatolickiego, mieszkający we wsi Strusówka, należeli do parafii w Czortkowie.

### Sfera społeczna
W okresie austriackim w Strusówce działały dwa młyny. Jeden był murowany, kamienny z dwoma kamieniami młyńskimi, a drugi drewniany tylko z jednym kamieniem młyńskim. Ich nieprzerwaną działalność zapewniał duży staw w Strusówce, który należał do Friedricha Platnera. Na miejscu kamiennego młyna, który przestał działać w czasach sowieckich zbudowano w 1992 roku kaplicę z okazji proklamacji niepodległości Ukrainy.
We wsi istniały oddziały ukraińskich towarzystw Proswita, Ridna Szkoła i innych.

## Zabytki
Dziś na terenie wsi Szmańkowce znajdują się tylko trzy krzyże: jeden ku czci zniesienia pańszczyzny (1848), drugi ku pamięci ofiar epidemii tyfusu, a trzeci na grobie nieznanego żołnierza, który zginął w bitwie w pobliżu wsi Zalesie.
- Cerkiew św. Jana Ewangelisty w Strusówce – nieistniejąca drewniana cerkiew.